# Euploea louisa
Euploea louisa är en fjärilsart som beskrevs av Moore 1883. Euploea louisa ingår i släktet Euploea och familjen praktfjärilar. Inga underarter finns listade i Catalogue of Life.